# Мускаты
Муска́ты (фр. Muscat, нем. Muskat(eller), итал. Moscat(ell)o, исп. Moscatel) — группа сортов культурного винограда (обычно белого) с сильным характерным («мускатным») ароматом ягоды. Эти сорта используются как в свежем виде, так и для приготовления разнообразных вин; некоторые из них принадлежат к числу самых ароматических («духи в бокале»). В СССР из мускатных сортов в основном готовили десертные вина, также именуемые мускатами.
Почти все современные сорта муската происходят от муската белого, который, вероятно, получил своё название благодаря сходству аромата с мускусом (хотя предлагаются и иные варианты этимологии). За характерный для ягод муската аромат цитрусовых (мандарин, апельсин) и спелой груши отвечают более сорока монотерпенов, в частности линалоол. Особенно ярко этот аромат выступает в лёгких молодых винах с севера Италии.
Мускатные сорта культурного винограда можно по названию спутать с виноградом мускатным, хотя это растение относится к другому подроду рода виноград: Muscadinia. Также не следует путать мускаты с французским сортом мюскадель (регион Бордо) и с луарскими винами «мюскаде», вырабатываемыми из слабоароматного сорта мелон.

## Сорта и их распространение
Крупнейший французский ампелограф Пьер Гале насчитывал более 150 мускатных сортов, которые культивируются во всех винодельческих областях мира, где много солнечных и мало дождливых дней. За право считаться родиной муската спорят Греция и Италия. По площадям, занятым мускатными сортами винограда, лидируют США (51%), Италия (21%) и Австрия (11%). Наиболее распространены два классических сорта (мускат белый и мускат александрийский) и два сорта, рождённых викторианской эпохой (оттонель, гамбургский):
- Мускат белый (ладанный, блан а пти грен и т. д.), несмотря на своё название, легко мутирует и меняет цвет ягод (причём одна и та же лоза в разные годы может давать плоды разных оттенков). Наиболее распространён в Италии (76 % мировых насаждений), где из него делают игристые вина Асти, и на юго-востоке Франции, где используется главным образом для ликёрных вин (vins doux naturels). Из всех мускатов даёт самые многослойные и ароматные вина[3]. Именно из него вырабатываются сладкие греческие мускаты Самоса и Патраса, крымский «Мускат белый Красного Камня» (с ароматом сухофруктов: изюма, урюка, чернослива), а в окрестностях Кейптауна — знаменитое в прошлом десертное вино «Констанция». Среди потомков этого сорта — мускат жёлтый и алеатико. Незрелый александрийский мускат в Японии

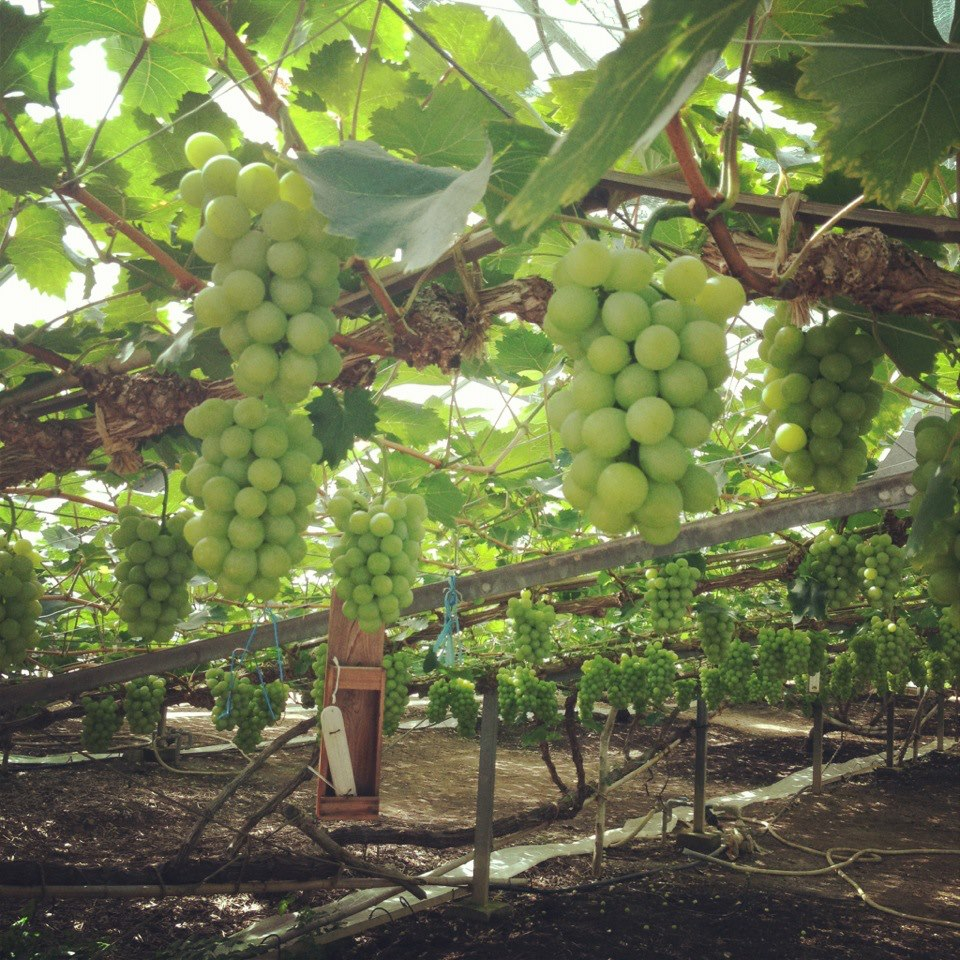
Незрелый александрийский мускат в Японии

- Мускат александрийский[англ.] (дзибиббо) — гибрид белого муската с почти исчезнувшим ныне греческим сортом Аксина (исп. Axina de Tres Bias)[5], дающий более крупные грозди и ягоды овальной формы[3]. Хотя ягоды обладают интенсивным и весьма своеобразным ароматом (следствие обилия гераниола), получаемые из них вина обычно менее насыщенны, чем вина из белого муската (что может быть объяснено как величиной ягод, так и склонностью кустов давать избыточный урожай)[3]. Наиболее распространён в Испании (под названием Moscatel), также культивируется в США, ЮАР, России, Тунисе и многих других странах. Среди самых уважаемых вин из этого сорта винограда — насыщенные сладкие вина категории «аппассименто» с островов Пантеллерия и Лемнос. Не считая упомянутых ниже мускатов, из многочисленных потомков этого сорта наибольшие площади занимают аргентинские торронтес и сереса, а также сицилийский грилло[англ.] (гибрид с катарратто, дающий большинство марсальских вин).
- Оттонель[нем.] — самый ранний и наименее ароматный из мускатов, который лучше других приспособлен к прохладным условиям континентального климата (чем объясняется его популярность в Восточной Европе и бывшем СССР). Выведен в долине Луары в 1850-е годы путём скрещивания шасла́ с сомюрским мускатом. На западе Европы чаще всего встречается в Эльзасе, в Центральной Европе — на юге Штирии (вина позднего урожая с берегов озера Фертё), в Восточной Европе лидирует среди сортов винограда, возделываемых в Болгарии. Среди потомков этого сорта — мускат моравский и солярис.

Из немногочисленных чёрных мускатов наиболее распространён мускат гамбургский (англ. Black Muscat), который обычно используется как десертный (столовый) виноград. Сорт получен в 1850-е годы англичанами при скрещивании александрийского муската с гамбургским чёрным виноградом. Для китайского виноделия значимы его гибриды с дальневосточным (амурским) виноградом.

## История

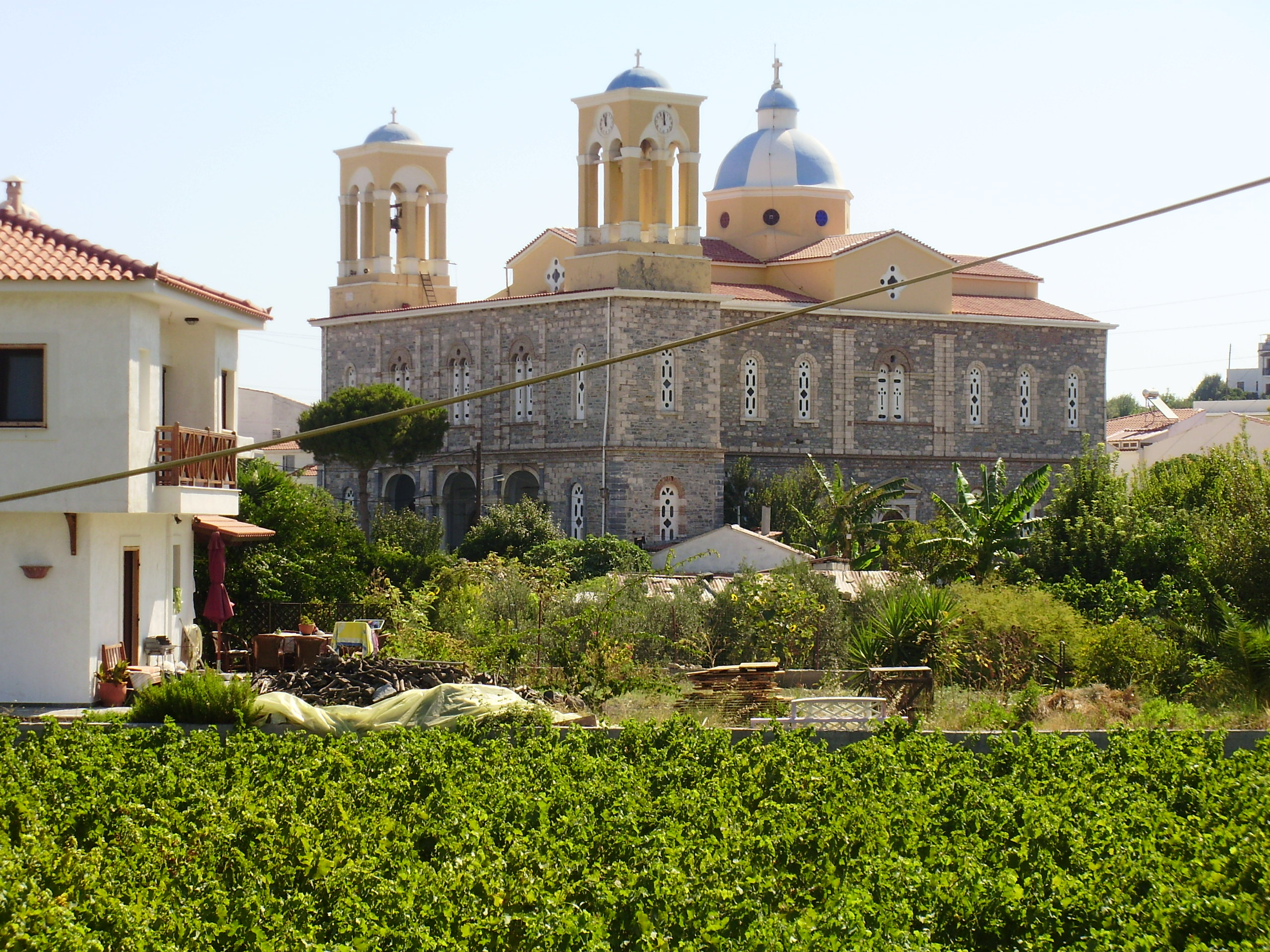
Выращивание муската на греческом острове Самос

Слово «мускат» пришло в русский язык из французского (muscat), а изначально происходит, как принято считать, от лат. muscus — «мускус». Существуют и другие версии происхождения этого названия, в частности — по греческому городу Мосхатон или от итал. mosca («мушка»).
До начала генетических исследований (рубеж XX и XXI веков) мускаты из-за их широкой распространённости считались едва ли не старейшей одомашненной лозой, от которой произошло большинство остальных сортов. Впоследствии эта гипотеза не нашла подтверждения. Мускат белый часто отождествляется с ароматным виноградом, упоминаемым у Плиния и других древних авторов в качестве особо привлекательного для мух (лат. musca) и пчёл. Старейший письменный источник, упоминающий мускатный виноград под этим именем, — энциклопедия «О свойствах вещей» Бартоломея Английского, который в XIII веке встретил данный виноград в Саксонии.
Новую страницу в богатой истории мускатов открыл в 1842 году француз Огюст Куртилье, который путём скрещивания белого муската с фрюбургундером (из бургундского семейства пино) вывел предшественника муската Оттонель — так называемый сомюрский (айзенштадтский) мускат, пригодный для выращивания на значительном удалении от южных морей, где не редки зимние морозы. В 1930 году скрещивание этого сорта с «жемчугом Сабы» позволило получить популярный в Венгрии сорт «Иршаи Оливер», из которого ещё треть века спустя (при скрещивании с красным траминером) был получен особо душистый сорт «Черсеги фюсереш».

## Использование в виноделии
Благодаря тому, что мускаты отлично набирают сахар, их традиционно использовали для выработки креплёных вин, в особенности десертных. На островах Средиземного моря собранный урожай подсушивался на соломенных циновках под лучами осеннего солнца и шёл на производство так называемых соломенных вин. Из смеси белого и александрийского мускатов во французской части Каталонии издавна вырабатывались десертные вина с насыщенным горячим ароматом — «мускаты из Ривзальта». Подобными сладкими винами в Окситании также славятся Фронтиньян, Люнель, Миреваль и Сен-Жан-де-Минервуа, а в долине Роны — Бом-де-Вениз. Португальский полуостров Сетубал с начала XIX века производит янтарные креплёные мускаты с ароматом флёрдоранжа («Мушкатель де Сетубал»). Равным образом мускаты рассматривались как оптимальное сырьё для выработки ликёрных вин и на востоке Европы, включая царскую Россию и затем Советский Союз. 

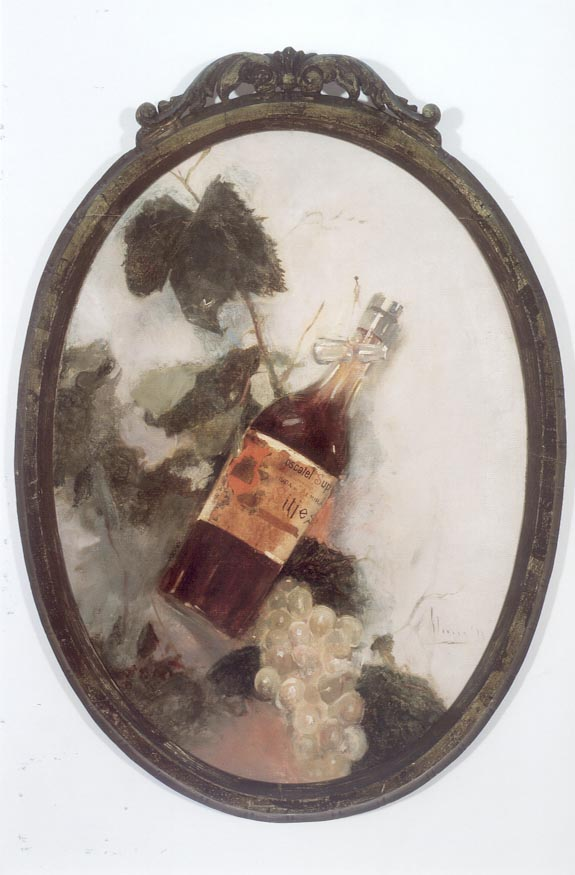
Мускатные виноград и вино на картине каталонца Альмираля (1895)

Присущая плодам горечь останавливала виноделов от производства сухих вин на основе муската. По мере роста мировой популярности сухих вин эта ситуация начинает меняться, и многие винодельческие хозяйства Северной Италии теперь специализируются на сухих мускатах. Ввиду упомянутой нестабильности цвета кожицы ягод (вкупе с использованием разнообразных техник винификации) цвет белых мускатных вин варьируется от самых бледных до тёмно-янтарных. Игристые мускатные вина (насыщенные естественным CO2), могут содержать 7—12 % объёмных спирта и 6—11 % сахара. К числу новейших веяний XXI века относится непродолжительная выдержка сухих мускатов на кожице, позволяющая получить так называемое оранжевое вино.

### Мускат и мускатель
Весьма неоднозначный термин «мускатель» имеет разное значение в разных странах:
- может относиться к винам, при изготовлении которых помимо мускатных сортов винограда используются другие сорта винограда[10];
- мускателем могут называть вина, имитирующие вкусовые и ароматические качества натуральных десертных мускатных вин, в том числе при помощи искусственной эссенции[11];
- в англоязычной традиции словом Muscatel называли дешёвое креплёное вино из мускатного винограда[12];
- некогда так именовались в России вина из винограда бордоского сорта мюскадель[13].